# Live Totem Pole
Live Totem Pole – minialbum zespołu Firehose wydany w 1992 przez wytwórnię Columbia Records. Materiał nagrano 16 sierpnia 1991 w "Palomino" w Hollywood.

## Lista utworów
1. "The Red and the Black" (A. Bouchard, E. Bloom, S. Perlman) – 3:34
2. "Sophisticated Bitch" (C. Ridenhour, K. Shocklee, W. Drayton) – 3:52
3. "Revolution (Part Two)" (Butthole Surfers) – 3:09
4. "Slack Motherfucker" (Superchunk) – 2:40
5. "What Gets Heard" (M. Watt) – 2:20
6. "Mannequin" (B. Gilbert, C. Newman, G. Lewis, R. Gotobed) – 2:26
7. "Makin' the Freeway" (M. Watt) – 2:15

## Skład
- Ed Crawford – śpiew, gitara
- Mike Watt – gitara basowa, śpiew (1)
- George Hurley – perkusja

produkcja
- Ray Eldred – inżynier dźwięku
- John Falzarano – inżynier dźwięku
- Paul Q. Kolderie – inżynier dźwięku, producent
- Mike Watt – producent
- Jim Dunbar – producent